# Tuzlataşı, Çat
Tuzlataşı là một xã thuộc huyện Çat, tỉnh Erzurum, Thổ Nhĩ Kỳ. Dân số thời điểm năm 2011 là 482 người.